# Son Mendívil de Dalt
Son Mendívil de Dalt és una possessió a la zona de ponent del terme de Llucmajor (Mallorca).
Forma part de la possessió de Son Mendívil, que deriva de l'alqueria de Galdent. Pren nom del primer propietari, Antoni de Mendívil i Borreguero. Està situada entre les possessions de Son Mendívil de Baix, Son Garcies i sa Cabana. Té cases i a finals del segle xix s'hi construí una colònia agrícola, que fou habitada durant unes dècades, però finalment no prosperà.

## Jaciments arqueològics
A l'anomenat sementer dels Clapers hi ha una cova prehistòrica del bronze antic.